# Três de Maio
Três de Maio es un municipio brasileño del estado de Rio Grande do Sul.

## Geografía
Está ubicado a una latitud de 27 º 46'24 "Sur y longitud 54 º 14'24" oeste, con una altitud de 343 metros. 
Tiene una superficie de 424,26 km² y su población en 2004 fue de 24.211 habitantes. 
El clima es templado, con temperaturas que van desde 20 hasta 35 °C en verano y 0-15 °C en invierno.

Localização de Três de Maio.

## Historia
Três de Maio se unió a la Provincia de Misiones , que fueron administrados por los jesuitas desde 1682, hasta el año 1750. Desde 1750, después de la Tratado de Madrid, es la región donde la ciudad comenzó a pertenecer a Portugal.
Las misiones se recuperaron en el año 1801, para luego convertirse en parte de Rio Grande do Sul.
Las tierras que hoy forman el municipio de Três de Maio, pertenecían respectivamente a los distritos de : Río Pardo de 1809, Cachoeira do Sul de 1819 y Cruz Alta, 1834 y Santo Ângelo.
Con el inicio de la venta de tierras , los agricultores dan la bienvenida llama Old Colony comenzó a comprarlos, a muchos de los siguientes condados : Cachoeira do Sul, Montenegro, pavimentada e Estrela , etc.
El primer inmigrante a residir con la familia donde hoy se encuentra la sede de la ciudad de Três de Maio fue el Marino Geraldi italiano, que ha llegado al sitio, entonces habitado solo por indios y mestizos en 1913, procedente de la ciudad de Tubarão, Santa Catarina. El cambio llegó en tren a Ijuí, el lugar donde las pocas posesiones y la familia siguió conduciendo en un carro, y se llegó por ese medio de transporte hasta el lugar ahora conocido como Corner Schultz en Independence.  Desde ese lugar el transporte se llevó a lomo de caballos cargueros a través de las muertes por mordedura. La familia de Marino se refugió en los primeros meses de la cabaña india adquirió José Bernardo quien también vendió un pequeño jardín y algunos animales, y puso su morada donde se encuentra la ubicación de Leggings en Horizontia ahora. Posteriormente otros inmigrantes venían y el lugar creció rápidamente con la venta de lotes de la colonización de la tierra. El consejo fue instalado el 28 de febrero de 1955, en posesión del primer alcalde , Walter Ullmann . " Alcaldes " Sin embargo, el municipio de cumpleaños se celebra el 3 de mayo y no el 28 de febrero.

## Lengua regional
El dialecto alemán hablado por Riograndenser Hunsrückisch miles de habitantes de Río Grande do Sul durante casi doscientos años. ( así como se habla en los estados y países limítrofes ), parte de la historia de Três de Maio y toda la región noroeste del estado. En 2012 la Cámara de Diputados de la unanimade Estado votó a favor del reconocimiento oficial de Riograndenser Hunsrückisch , el dialecto más hablado alemana en Brasil , y con la mayor concentración de hablantes en Rio Grande do Sul , en el marco del patrimonio cultural inmaterial que preservar protegido.Na verdad y este reconocimiento se debe a un trabajo que se ha efectuado desde hace muchos años por los individuales, la iniciativa de la comunidad , lingüistas y estudiosos , como el profesor Dr. Cleo Vilson Altenhofen la Universidad Federal de Rio Grande do Sul (UFRGS ) . Hoy este dialecto es también internacionalmente reconocido como una lengua en peligro de extinción y en la actualidad la creciente conciencia popular de la necesidad de revertir este diagnóstico. Tradicionalmente, el dialecto se mantuvo en gran medida una lengua no escrita ( sin producción escrita a gran escala ) , basándose en el uso de la norma alemana Centennial ( Hochdeutsch ) para hacerlo; existen iniciativas crecimiento hoy en día para producir textos escritos en Hunsrückisch brasileño para ayudar a su preservación.

## Etimología
En 1916, el municipio perteneció a Santo Ângelo, y recibió el nombre de BURICA posiblemente ser localizado por las orillas del río que atraviesa sus tierras. Un lugar llamado BURICA tarde nombrado el tres de mayo, posiblemente en honor de Dane Nely Logemann, ya que esta fue la fecha de su cumpleaños.

## Región del Gran Santa Rosa
Três de Maio y la segunda ciudad más grande del área metropolitana de Santa Rosa (Brasil) con una población de 31.195, el frente es Santa Rosa con una población de 71.259. 
Três de Maio y una referencia en el noroeste, y una de las compañías de más rápido crecimiento en la región, las industrias y la población y una ciudad tranquila, con muchos beneficios y las ciudades.

## Educación
Três de Maio tiene la escuela 'APAE más completa, la escuela y la región. 
En la ciudad la escuela en la que decenas de puestos de 2 escuelas, pero prefería la ciudad que son el Don Hermeto, el Cardeal Pacelli y SETREM. 
El SETREM es una institución educativa, de trabajo en la educación infantil, educación primaria, educación secundaria, cursos técnicos, de pregrado y postgrado. Ofrece cursos en gestión de agronegocios, diseño, educación, ingeniería, salud y tecnología.

## Deportes
Tres de maio puede tener varios equipos de fútbol amateur, dos de ellos con antecedentes en Gaucho Fútbol]: Botafogo Futebol Clube y del Este. Los dos clubes son rivales históricos y realizar el famoso "Classic Botal ", considerado en 1986 como el fútbol gaucho clásico segundo mayor , solo por detrás del clásico Bra - Pel .
Tres Estadio Estrelão mayo / RS
Tres se juega anualmente en mayo Citadino la Copa , llamada Varzeano o amateur  , donde juegan los clubes con equipos en 8 categorías y Aspirante Principal.
Recientemente, dos atletas de la ciudad se destacaron en los clubes de fútbol en Brasil. Misael Bueno , ex Sorority atleta, ahora juega para Santos , actuando en varias ocasiones por la selección brasileña de fútbol Sub 17 y Sub 20 . Otro punto a destacar es el atleta Jennifer Felten originarios de Botafogo , opera en el equipo nacional femenino de Brasil menores de 17 años y las categorías básicas del Esporte Clube Pelotas.
voleibol
Tresmaiense voleibol es evidente en William Reffatti que opera en el Benfica de Portugal. El jugador ya ha jugado para el equipo nacional de niños de Brasil y de la Juventud.
economía
La compañía Squema Deportes Tres mayo Gauchos patrocinadores del club de fútbol sala y campo de fútbol en las competiciones organizadas por la Federación de Fútbol de Gaucho .

## Clima
Cada año, el clima ha sido sorprendentes trêsmaienses de la población, con fuertes lluvias y vendavales. la región de Três de Maio, y una de las regiones más divertida donde tormentas eléctricas, con alrededor de 90 km / h, los dos últimos años dieron una calmada pero la región noroeste fue considerado como el segundo lugar en el mundo donde no es temporal, sólo perder a los Estados Unidos, donde los huracanes cm de frecuencia.

## Religión
Parroquia de Nuestra Señora de la Concepción 
En el municipio de Três de Maio, el 50% de la población se llama católica, 30% luterano, y el resto se divide entre la Asamblea de Deus, bautistas y presbiterianos, entre otros. La ciudad cuenta con una congregación de testigos de Jehová.